# Intermediate eXperimental Vehicle

Impressão artística do IXV.

O Intermediate eXperimental Vehicle (IXV) é um veículo de reentrada atmosférica experimental da Agência Espacial Europeia (ESA) destinado a validar o trabalho da agência no campo de lançadores reutilizáveis.
A Agência Espacial Europeia possui um programa chamado Programa Preparatório de Futuros Lançadores, que solicitou projetos para um avião espacial reutilizável. Uma das submissões foi feita pela Agência Espacial Italiana, que apresentou seu próprio Programme for Reusable In-orbit Demonstrator for Europe (programa PRIDE), que desenvolveu o protótipo chamado Intermediate eXperimental Vehicle (IXV) e o consequente Space Rider que herda a tecnologia do seu protótipo IXV.
Em 11 de fevereiro de 2015, o IXV foi lançado, a partir da Guiana Francesa, para seu primeiro voo espacial de 100 minutos, completando com sucesso sua missão após o desembarque intacto na superfície do Oceano Pacífico.

## Especificações

### Características gerais
- Tripulação: Nenhum
- Capacidade: Nenhum
- Comprimento: 5 m
- Envergadura: 2,2 m
- Altura: 1,5 m (4,9 pés)
- Peso vazio: 480 kg
- Peso carregado: 1.900 kg com módulo de propulsão
- Alimentação: Baterias

### Perfórmance
- Velocidade máxima: 7.700 m / s (27.720 kmh) 17,224 mph
- Intervalo: 7,500 km
- Altitude máx: 450 km de voo suborbital